# 孔筱
孔筱（？—？），女，中华人民共和国政治人物，曾任第六、七、八届全国政协委员。